# Комітет визволення народів Росії
Комітет визволення народів Росії (рос. Комитет освобождения народов России, КОНР) — політичний комітет, що формально об'єднав національні, головно російські, антибільшовистські  організації, які діяли до і під час Другої світової війни на окупованій Німеччиною території Європи.

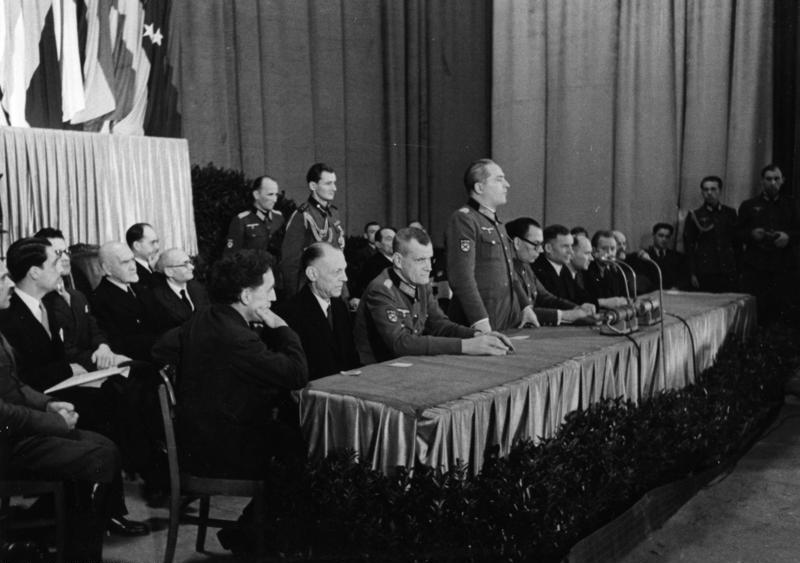
Маніфестація Комітету в Берліні. Листопад 1944 р.

Політична платформа — «Маніфест Визвольного руху народів Росії» (Празький маніфест), проголошений у Празі 14 листопада 1944 року. Цей день вважається датою заснування Комітету.
Політичним керівним органом КОНР стала Презідія КОНР у складі генерал-лейтенанта А. А. Власова, генерал-майорів Ф. И. Трухіна и В. Ф. Малишкина, генерал-майора професора Д. Е. Закутного, генерал-лейтенантів Г. Н. Жиленкова і Е. І. Балабіна, професорів Ф. П. Богатирчука (представляв Українську національну раду), Н. Н. Будзиловича (представляв Білоруську національну раду) і З. М. Руднева.
Очолив Президію Комітету генерал-лейтенант Червоної армії А. А. Власов.
За умовами того часу співпрацював із керівництвом Німеччини.
Більшість членів КОНР після закінчення війни були репатрійовані до СРСР і страчені.

## Створення
27 грудня 1942 року в Берліні було підписано «Смоленську декларацію», адресовану бійцям РСЧА. Авторами декларації стали Андрій Власов та Василь Малишкін. Виходячи з пропагандистських міркувань, керівництво нацистської Німеччини повідомило про цю ініціативу в засобах масової інформації, проте нічого не роблячи в організаційному плані. З цього моменту всі солдати російської національності у структурі вермахту могли вважати себе солдатами РОА.
16 вересня 1944 року відбулася зустріч А. А. Власова з рейхсфюрером СС Генріхом Гіммлером, де йшлося про створення офіційно визнаного Німеччиною антибільшовицького центру та її збройних сил. Від Гіммлера було отримано згоду. Після цього пішов процес створення політичної програми КОНР — Маніфесту Визвольного руху народів Росії (відоміший як «Празький маніфест»). За свідченнями Георгія Жиленкова, одного з найдіяльніших учасників РОА, для роботи над маніфестом було створено спеціальну комісію.

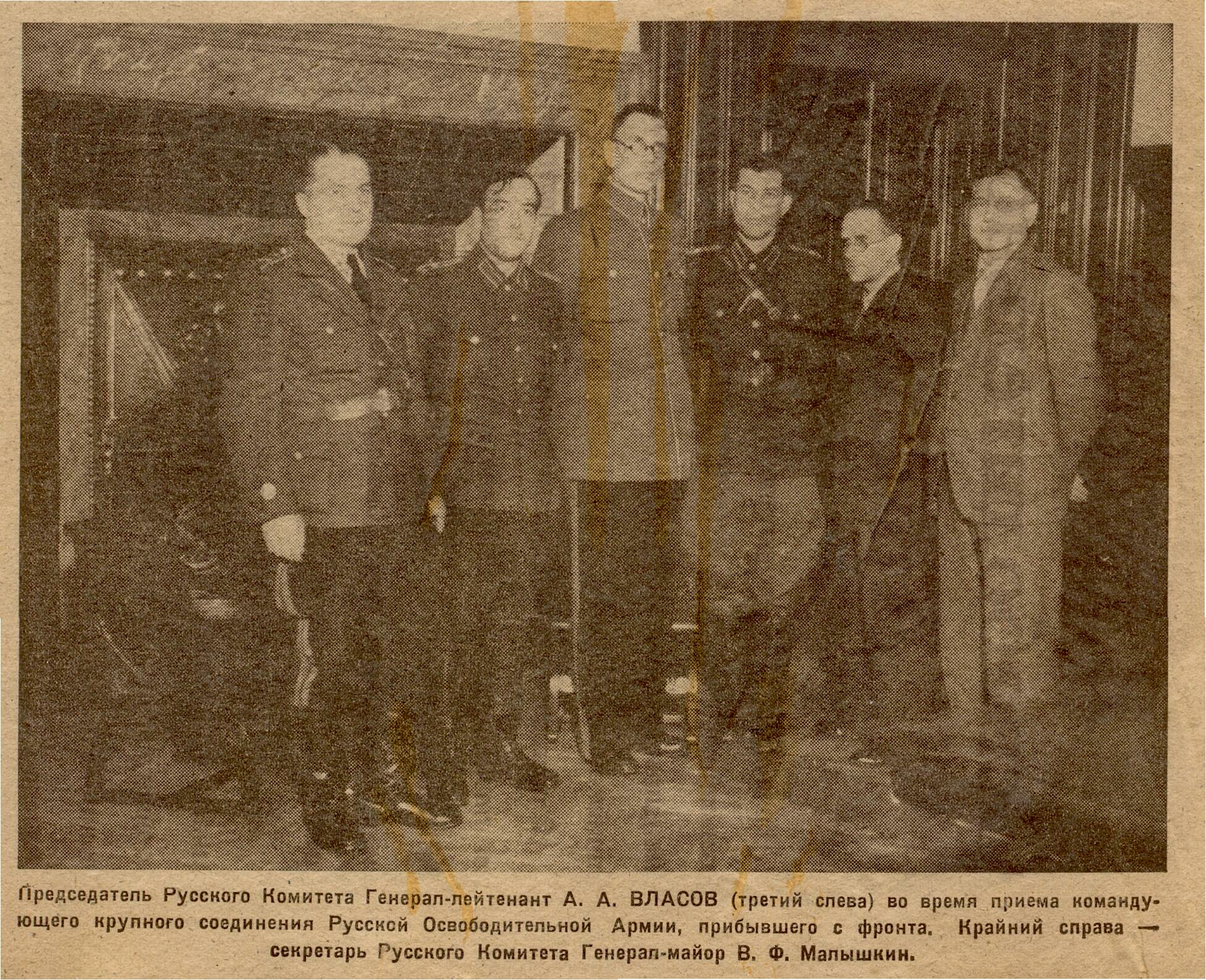
Пропагандистська листівка РОА

14 листопада 1944 року в Іспанській залі празького замку відбулося перше засідання, на якому було проголошено Маніфест Визвольного руху народів Росії. 50 членів КОНР поставили свої підписи під текстом маніфесту. На цьому заході були присутні близько 600 осіб. З німецької сторони взяли участь високопосадовці, керівники окупаційного режиму в Чехії  — Еміль Гаха та Карл Герман Франк, представник уряду Третього Рейху обергруппенфюрер СС та генерал військ СС Вернер Лоренц.
Також було запрошено багато впливових білоемігрантів: Василь Біскупський — голова російських емігрантів у Німеччині, А. фон Лампе  — начальник Російського загальновійськового союзу, генерал Туркул, отаман Краснов та генерал-майор Шкуро. Прибули представники Японії. Поздоровлення були отримані від Гіммлера, Ріббентропа та кількох німецьких генералів. Надходили вітання від Квіслінга, Павелича та інших керівників європейських маріонеткових держав. Увечері того ж дня було влаштовано бенкет.
Комітет здійснював керівництво військовими формуваннями, які входили до складу РОА. Першого дня роботи комітету, головою Президії Комітету визволення народів Росії став генерал-лейтенант РОА Андрій Власов.
На період оформлення Комітет складався з 50 членів та 12 кандидатів (включаючи представників 15 народів Росії) та практично виконував функції загальних зборів. На початку 1945 року чисельність КОНР збільшилася до 102 членів, а Наукова рада - до 100 членів. Було проведено 3 засідання КОНР: 10 листопада 1944 року — попереднє, де було обрано керівний склад Комітету; 12 листопада - перше пленарне засідання, на якому було проведено останнє обговорення та підписання Маніфесту; 17 грудня - засідання, на якому було ухвалено рішення про створення національних рад окремих народів Росії, які визнали А. А. Власова як лідера: Російська національна рада (голова - генерал В. Ф. Малишкін), Українська національна рада, Національна рада народів Кавказу, Національна рада народів Туркестану, Головне управління козацьких військ, Калмицький національний комітет та Білоруська національна рада. Головою Білоруської ради КОНР став Н. Н. Будзилович. Однак у березні 1945 року, зважаючи на безперервні інтриги голови Білоруської центральної ради Радослава Островського, Білоруська рада фактично припинила свою діяльність (сам Будзилович загинув під час бомбардування у квітні 1945 року). З національних органів у КОНР на правах членів увійшли, серед інших, В. Майковський, В. М. Гречко, Комар, А. Ю. Демченко, Ф. Жук, Хахутов, Зіжажов, генерал Крейтер, Ш. Балінов, генерал Лампе, пізніше додалися кандидати - І. Медведюк та Пугачов.